# Bitka za Novi Farkašić 17. listopada 1991.
Bitka za Novi Farkašić je bila bitka u Domovinskom ratu.

## Tijek borba
Odvijala se od 17. listopada do 19. listopada 1991. godine u mjestu Novom Farkašiću.
JNA je imala za cilj proći ovo mjesto na obali Kupe te pravcem Petrinja – Lekenik udariti na Veliku Goricu, gdje bi se spojila s drugim snagama JNA i izravno prijetiti glavnom gradu Hrvatske Zagrebu. Potvrda za ovo nađena je u zaplijenjenoj zapovijedi general-majora JNA Koturovića. Snagama JNA suprotstavila se mala skupina pripadnika 2. gbr Gromova "Crne mambe" i skupina lokalnih mještana. Za obranu sela postavili su mine i iskopali rovove. Već 18. listopada zarobljena su tri tenka i obranjeno selo. Sljedeći su dan u izviđanju našli mnogo odbačenog sanitetskog materijala koje je posvjedočilo o paničnom bijegu i gubitcima u ljudstvu. U izviđanju sljedećeg dana viđeno je stanje stvari te zaključeno da bi mogao uslijediti novi napad JNA, ali koncentrirano, bez prepotencije, što bi praktično onemogućilo ikakvu obranu. Hrvatski branitelji odlučili su ne igrati na sigurno i izvući svoje snage, jer bi to za JNA ostavilo nebranjeni put do Kupe i dalje. Odlučili su se za drski potez i napasti JNA malim snagama dok je još omamljena od neočekivana poraza. Akcija je u potpunosti uspjela, JNA su natjerali u neorganizirani bijeg.
U ovoj su presudnoj bitci sa samog početka Domovinskog rata hrvatske snage nanijele bitne gubitke velikosrpskim snagama. Dio oklopnih snaga su im uspjeli uništiti, a dio su uspjele zarobiti.
"Crne mambe" dale su se u progon neprijatelja kojeg su protjerale sve do Glinske Poljane, gdje se okupatorska JNA uspjela pribrati, preustrojiti i konsolidirati obranu.

## Posljedica
Pobjedom u ovoj bitci spriječeno je spajanje neprijateljskih snaga s postrojbama JNA u vojarnama Žažini i Velikoj Buni.

## Spomeni
Na 21. obljetnicu akcije, 13. listopada 2012. godine, koja je obilježena nizom svečanosti u Petrinji i Novom Farkašiću povodom Dana branitelja Sisačko-moslavačke županije, svečano je otkriven spomenik poginulim braniteljima – pripadnicima 2. gardijske brigade „Gromovi“ i 144. brigade HV Sesvete, poginulim tijekom Domovinskog rata na zapadnom dijelu nekadašnje Petrinjske bojišnice, znanom i kao Nebojanski ili Glinski džep.
Pobjeda u ovoj bitci se obilježava kao Dan branitelja Sisačko-moslavačke županije. 2017. godine HRT je snimio dokumentarni film Boj za Novi Farkašić.

## Vanjske poveznice
- Snježana Vučković: FARKAŠIĆ – BITKA NAD BITKAMA: ‘Našli smo se usred četničkog tabora! Ipak, nas dvadesetak ih je rasturilo’, dnevno.hr, 19. listopada 2015.
- URV 2. GBR: IN MEMORIAM – POGINULIM GROMOVIMA U AKCIJI FARKAŠIĆ , Udruga 2.gbr 'GROMOVI', 17. listopada 2015.